# Federazione Italiana Pesistica
La Federazione Italiana Pesistica e Cultura Fisica (FIPCF) nasce a Milano nel 1902. Nel 2011 cambia la propria denominazione in Federazione Italiana Pesistica (FIPE). Ha sede a Roma.

## La storia
Il 18 gennaio 1902 nasce a Milano la "Federazione Atletica Italiana" (F.A.I.) che disciplina la lotta greco-romana e il sollevamento pesi.
Nel 1933 La F.A.I. cambia la propria denominazione in F.I.A.P. (Federazione Italiana Atletica Pesante) che successivamente diventerà prima F.l.L.P.J. (Federazione Italiana Lotta Pesi Judo) nel 1974 e poi F.l.L.P.J.K  con l'aggiunta del karate.
Nel 2000 avviene la scissione della F.I.L.P.J.K. in due distinte federazioni: la "Federazione Italiana Judo Lotta Karate Arti Marziali" (F.I.J.L.K.A.M.) e la "Federazione Italiana Pesistica e Cultura Fisica" (F.I.P.C.F.) che eleggerà nel 2001 Andrea Umili come suo primo presidente, sostituito nel 2005 da Antonio Urso. Nel 2011 la FIPCF cambia denominazione in F.I.PE. (Federazione Italiana Pesistica).
La pesistica italiana ha vissuto nei primi decenni del secolo scorso i suoi momenti di maggiore prestigio con la vittoria di numerose medaglie olimpiche e mondiali la prima delle quali fu ad opera di Filippo Bottino che ad Anversa 1920 fu campione olimpico nei pesi massimi.
Le ultime medaglie per la nazionale italiana risalgono a Tokyo 2020 con l'argento di Giorgia Bordignon e i bronzi di Mirco Zanni e Nino Pizzolato.

## Presidenti
| Presidente              | Dal  | Al   | Note             |
| Luigi Monticelli Obizzi | 1902 | 1910 |                  |
| Mario Cermenati         | 1911 | 1912 |                  |
| Silvio Brigatti         | 1913 | 1914 |                  |
| Luigi Silvio Ugo        | 1915 | 1924 |                  |
| Antonio Turri           | 1925 | 1925 |                  |
| Pietro Locatelli        | 1926 | 1926 |                  |
| Luigi Torretta          | 1927 | 1928 |                  |
| Augusto Turati          | 1929 | 1929 |                  |
| Ricardo Barisonzo       | 1930 | 1940 |                  |
| Giovanni Valente        | 1941 | 1943 |                  |
| Giorgio Giubilo         | 1944 | 1944 | Regg. Centro Sud |
| Giuseppe Gorletti       | 1945 | 1945 | Comm. Nord       |
| Giorgio Giubilo         | 1946 | 1951 |                  |
| Giovanni Valente        | 1952 | 1964 |                  |
| Carlo Zanelli           | 1965 | 1966 | Commissario      |
| Carlo Zanelli           | 1967 | 1980 |                  |
| Matteo Pellicone        | 1981 | 1999 |                  |
| Andrea Umili            | 2000 | 2004 |                  |
| Antonio Urso            | 2005 | 2024 |                  |
| Alberto Miglietta       | 2025 | -    | In Carica        |

## Medagliati olimpici
| Sport             | Oro | Argento | Bronzo | Totale |
| ----------------- | --- | ------- | ------ | ------ |
| Sollevamento pesi | 5   | 4       | 5      | 14     |

- Filippo Bottino, 1 oro ad Anversa 1920
- Pietro Bianchi, 1 argento ad Anversa 1920
- Carlo Galimberti, 1 oro a Parigi 1924 e 2 argenti ad Amsterdam 1928
- Pierino Gabetti, 1 oro a Parigi 1924 e 1 argento ad Amsterdam 1928
- Giuseppe Tonani, 1 oro a Parigi 1924
- Gastone Pierini, 1 bronzo a Los Angeles 1932
- Alberto Pigaiani, 1 bronzo a Melbourne 1956
- Ermanno Pignatti, 1 bronzo a Melbourne 1956
- Sebastiano Mannironi, 1 bronzo a Roma 1960
- Anselmo Silvino, 1 bronzo a Monaco di Baviera 1972
- Norberto Oberburger, 1 oro a Los Angeles 1984